# Physalaemus fischeri
Physalaemus fischeri är en groddjursart som först beskrevs av George Albert Boulenger 1890.  Physalaemus fischeri ingår i släktet Physalaemus och familjen Leiuperidae. IUCN kategoriserar arten globalt som livskraftig. Inga underarter finns listade i Catalogue of Life.